# ناصر البويهي العاملي
ناصر بن إبراهيم البويهي العاملي العيناثي، فقيه وشاعر وعالم دين شيعي، ولد في الأحساء وتوفي في عيناثا في جبل عامل. وسمي بالبويهي لأنه نسبه يصل إلى ملوك بني بويه، وسمي بالعاملي نسبةً إلى جبل عامل، وسمي بالعيناثي نسبةً إلى عيناثا التي سكنها وتوفي بها.

## سيرته
- هو من أعقاب ملوك بني بويه ملوك العراقين والعجم.
- إحسائي الأصل (من الإحساء)، عاملي المنشأ.
- هاجر إلى جبل عامل في زمان شبابه، وسكن عيناتا حتى مات بها سنة الطاعون.
- وصفه الشهيد الثاني بالإمام المحقق، اشتغل بطلب العلم، كان محققا مدققا أديبا شاعرا فقيها، وله حواش كثيرة على كتب الفقه والأصول وغيرها.

## أساتذته
درس الشيخ ناصر على العديد من علماء عصره مثل:
- الشيخ ظهير الدين محمد بن علي بن الحسام العيناثي العاملي.
- الشيخ علي البياضي العنفجوري العاملي.
- الشيخ جمال الدين أحمد بن علي العيناثي.

## مؤلفاته
له مصنّفات منها:
- رسالة في الحساب.
- تعليقاتٍ على «ذكرى الشيعة في أحكام الشريعة» للشهيد الاَوّل.
- حاشية على «قواعد الاَحكام في مسائل الحلال والحرام» للعلاّمة ابن المطهّر الحلّـي.
- شرح على «الاَبحاث المفيدة في تحصيل العقيدة» للعلاّمة الحلّـي.

## شعره
كان ناصر البويهي شاعراً أديباً، ومن شعره قوله:
وقوله:
ومن شعره قوله معاتبا لشيخه الأجل ظهير الدين بن الحسام حين أخرهُ عن درسه:

## وفاته
وكانت وفاته سنة 852 هـ وقيل في 853 هـ في عيناتا في عام الطاعون ودفن فيها. وقد مات قبل أستاذيه البياضي وابن الحسام.